# Larissa Ione
Œuvres principales
- Série Démonica
- Série Les Cavaliers de l'Apocalypse

Larissa Ione, née le 12 août 1982 en Oregon, est une auteure américaine de romance paranormale. Elle écrit aussi sous le pseudonyme Sydney Croft, qu'elle partage avec Stephanie Tyler.

## Biographie
Larissa Ione, vétéran de l'Air Force a également exercé les professions de météorologiste, médecin urgentiste et dresseuse de chiens. Cependant, elle n'a jamais cessé d'écrire, et elle a désormais la chance de pouvoir consacrer tout son temps à cette activité. Elle a adopté un style de vie nomade, qu'elle partage avec son époux gardecôte et son fils. Amoureuse des animaux, elle adopte tous ceux qu'elle trouve. Il n'est donc pas surprenant d'en rencontrer souvent dans ses romans.

## Œuvres publiées sous le nom Larissa Ione

### SérieDémonica
1. Plaisir déchaîné, Milady, 2012 ((en) Pleasure Unbound, 2008)
2. Désir déchaîné, Milady, 2012 ((en) Desire Unchained, 2009)
3. Passion déchaînée, Milady, 2012 ((en) Passion Unleashed, 2009)
4. Extase révélée, Milady, 2013 ((en) Ecstasy Unveiled, 2010)
5. Péché absolu, Milady, 2013 ((en) Sin Undone, 2010)
6. Brûlante Rédemption, Milady, 2016 ((en) Reaver, 2013)
7. Ardente Tentation, Milady, 2016 ((en) Revenant, 2014)

### SérieLes Cavaliers de l'Apocalypse
Ces quatre tomes s’intercalent entre le tome cinq et six dans l'histoire de Démonica:
1. Guerre, Bragelonne, 2013 ((en) Eternal Rider, 2011)
2. Famine, Bragelonne, 2014 ((en) Immortal Rider, 2011)
3. Mort, Bragelonne, 2014 ((en) Lethal Rider, 2012)
4. Pestilence, Bragelonne, 2014 ((en) Rogue Rider, 2012)

### Recueils de nouvelles situées dans l'univers deDémonicaet desCavaliers de l'Apocalypse
- Nuits brûlantes, Milady, 2017Contient deux nouvelles ainsi que des scènes coupées inédites situées après l'épilogue de la série Démonica
  - Vampire Fight Club, 2017 ((en) Vampire Fight Club, 2011)Située entre les tomes un et deux des Cavaliers de l'Apocalypse
  - Azagoth, 2017 ((en) Azagoth, 2014)Située entre les tomes six et sept de Démonica
- Nuits infernales, Milady, 2017Contient trois nouvelles
  - Hadès, 2017 ((en) Hades, 2015)Située après le tome sept de Démonica
  - Instinct de survie, 2017 ((en) Base Instincts, 2015)Située après le tome sept de Démonica
  - Damnation éternelle, 2017 ((en) Eternity Embraced, 2011)Située entre les tomes quatre et cinq de Démonica
- Nuits ténébreuses, Milady, 2018Contient deux nouvelles
  - Zhubaal, 2018 ((en) Z, 2016)Située après le tome sept de Démonica
  - Razr, 2018 ((en) Razr, 2017)Située après le tome sept de Démonica
- (en) Demonica: OverkillTrois histoires courtes accessibles gratuitement sur le site officiel de Larissa Ione

### SérieVampire Nation
1. Riker, Milady, 2015 ((en) Bound By Night, 2013)
2. Hunter, Milady, 2015 ((en) Chained By Night, 2014)

Nouvelles
- Tome 2,5 : Lobo, Milady, 2018 ((en) Forsaken by Night, 2016)Publiée en version originale dans l'anthologie Blood Red Kiss

### Autres ouvrages
- (en) Snowbound, 2008
- (en) Bloodlust, 2011Nouvelle accessible gratuitement sur le site officiel de Larissa Ione

## Œuvres publiées sous le nom Sydney Croft

### SérieAgency of Covert Rare Operatives
1. (en) Riding the Storm, 2007
2. (en) Unleashing the Storm, 2008
3. (en) Seduced by the Storm, 2008
4. (en) Taming the Fire, 2009
5. (en) Tempting the Fire, 2010
6. (en) Taken by Fire, 2011
7. (en) Three the Hard Way, 2014

Nouvelles
- (en) Shadow Play, 2008Publiée dans l'anthologie Hot Nights, Dark Desires
- (en) Code Word: Storm, 2010Située entre les tomes un et deux. Publiée dans l'anthologie The Mammoth Book of Special Ops Romance